# Немонтированные коллекции в Гербарии Московского университета
Немонтированные коллекции в Гербарии Московского университета —  материалы коллекций Гербария Московского университета, не приобщённые по той или иной причине к основному фонд.

## Обменный фонд
Обменный фонд Гербария Московского университета постоянно хранится вне гербарных шкафов. Он разделён на те же отделы, что и основной фонд гербария: Восточная Европа, Кавказ, Сибирь и Дальний Восток, Средняя Азия и Казахстан, внутри которых хранится единым массивом по системе Энглера. Это делает возможным оперативный отбор дублетов как по отдельным территориям, так и по систематическим группам. Весь дублетный фонд (свыше 30 000 листов) хранится немонтированным. В исключительных случаях в другие учреждения передаются смонтированные дублеты из основного фонда. Доступ посетителей к обменному фонду ограничен.
Наибольшее количество дублетов представлено образцами из Восточной Европы (около 20 000). Это, прежде всего, связано с ежегодными студенческими практиками кафедры геоботаники и кафедры высших растений МГУ (как стационарными, так и выездными), из которых доставляется свежий массовый материал. Дублетный гербарий Кавказа представлен двумя разделами, которые хранятся раздельно: это экспедиционные довоенные сборы (около 2000 листов) и сборы послевоенных студенческих практик (Теберда, Приморско-Ахтарск, Эрмани) (около 4000 листов).
Среднеазиатский сектор насчитывает около 3000 листов. Это в основном довоенные сборы ресурсных экспедиций МГУ и других учреждений Москвы. Дублеты из Сибири и Дальнего Востока (около 2500) собраны во время немногочисленных поездок студентов и в большинстве случаев имеют только черновые этикетки.
Гербарий Московского университета ведёт обмен с отечественными и зарубежными гербариями. При этом обмен с российскими гербариями и гербариями стран СНГ осуществляется, в основном, во время командировок сотрудников МГУ. Что касается обмена с зарубежными гербариями, то он носит очень нерегулярный характер в связи с проблемами финансирования. Предоставляемый в обмен Московским университетом гербарий собран в 1950—1980-е гг. и в большинстве случаев имеет чистовые рукописные этикетки на русском языке. Зарубежным гербариям предоставляется гербарный материал с русскоязычными печатными этикетками. По особой договорённости, гербарий снабжается этикетками на английском или немецком языке.
Существующие залежи различных гербарных материалов, не приобщённых по той или иной причине к основному фонду, постепенно сокращаются. Заметные по объёмам коллекции были переданы в Главный ботанический сад имени Н. В. Цицина РАН (MHA), Институт биологии внутренних вод (IBIW), Государственный биологический музей им. К. А. Тимирязева и некоторые другие учреждения. В последние годы в рамках обмена получен гербарий из Ботанического института имени В. Л. Комарова РАН (LE), Гродненского государственного университета имени Я. Купалы (GRSU), Крымского аграрного университета (CSAU). Гербарий Московского университета также регулярно получает из БИН РАН эксикаты «Гербария флоры России и сопредельных государств». С 1880 г. по 2002 г. вышло 153 книги этих эксикат по 50 листов каждая (всего 7650 номеров), которые имеются в гербарии МГУ. Для этого издания ботаниками Московского университета в БИН РАН предоставляется свежий материал (в основном, со студенческих практик). Среди изданного гербария имеются многочисленные сборы В. Н. Тихомирова.

## Неразобранные коллекции<
Кроме дублетного фонда, в гербарии и камере (гербарной кладовой) имеются другие коллекции, не являющиеся общедоступнымиref name="ReferenceA"/>.
- не монтированные коллекции с чистовыми этикетками;
- не монтированные коллекции с черновыми (полевыми) этикетками;
- неизданные собрания эксикат (сборы П. А. Смирнова и В. Н. Тихомирова);
- не монтированные коллекции без этикеток;
- запасной гербарий для учебных занятий.

Нехватка технического персонала в Гербарии долгое время не позволяла сразу монтировать и приобщать к фондам все поступающие коллекции. В повседневной жизни гербария сборы монтируются и включаются в фонды обычно в следующем порядке приоритета
- сборы сотрудников университета прошедшего полевого сезона (1000—2000 листов в год);
- сборы прошедшего полевого сезона учёных, работающих в других учреждениях (до 1000 листов);
- дублеты из отечественных гербариев (около 500 листов);
- коллекции прошлых лет, собранные сотрудниками университета (до 2000 и более листов);
- дублеты из зарубежных гербариев (до 500 листов); * сборы студенческих практик (до 1000 листов)
- старые не монтированные коллекции (более чем 30-летней давности).

Последние 20 лет большинство свежих коллекций доставлялось из различных регионов Европейской части России.
В основном, немонтированные коллекции с чистовыми этикетками находятся на четвёртом этаже гербария и представляют флору Сибири (эксикаты, полученные из Владивостока (VLA), сборы В. Н. Павлова, В. Б. Куваева), Шпицбергена (А. А. Тишков), Эфиопии (Д. А. Петелин, В. Н. Павлов), Вьетнама (М. В. Гордеева), Парагвая (дублеты E.M. Zardini из Миссурийского ботанического сада (MO)), зарубежной Европы («Общее систематическое собрание» С. Н. Милютина) и др. На пятом этаже гербария (Восточная Европа, Крым, Кавказ) не разобранные коллекции почти отсутствуют.
Существует несколько других коллекций, которые в будущем могут существенно пополнить фонд гербария. Прежде всего, это не разобранные материалы из различных поездок и экспедиций, хранящиеся у сотрудников университета (В. Н. Павлова, Н. Г. Прилепского и др.). Во-вторых, это Гербарий кафедры биогеографии географического факультета МГУ (MWG) (около 90 000 листов), коллекции и шкафы которого могут переместиться в Гербарий имени Д. П. Сырейщикова при переезде географического факультета в новое здание.